# Конш ан Уш
Конш ан Уш (фр. Conches-en-Ouche) је насељено место у Француској у региону Горња Нормандија, у департману Ер.
По подацима из 2011. године у општини је живело 4978 становника, а густина насељености је износила 297,73 становника/km².

## Демографија
| 1962. | 1968. | 1975. | 1982. | 1990. | 2011. |
| ----- | ----- | ----- | ----- | ----- | ----- |
| 3.028 | 3.534 | 3.785 | 3.854 | 4.009 | 4.978 |